# Municipio de Blue Mound (condado de McLean)
El municipio de Blue Mound (en inglés: Blue Mound Township) es un municipio ubicado en el condado de McLean en el estado estadounidense de Illinois. En el año 2010 tenía una población de 441 habitantes y una densidad poblacional de 4,51 personas por km².

## Geografía
El municipio de Blue Mound se encuentra ubicado en las coordenadas 40°31′49″N 88°44′52″O / 40.53028, -88.74778. Según la Oficina del Censo de los Estados Unidos, el municipio tiene una superficie total de 97.78 km², de la cual 97,78 km² corresponden a tierra firme y (0 %) 0 km² es agua.

## Demografía
Según el censo de 2010, había 441 personas residiendo en el municipio de Blue Mound. La densidad de población era de 4,51 hab./km². De los 441 habitantes, el municipio de Blue Mound estaba compuesto por el 98,41 % blancos, el 0,23 % eran afroamericanos, el 0,45 % eran amerindios, el 0,23 % eran de otras razas y el 0,68 % eran de una mezcla de razas. Del total de la población el 0,68 % eran hispanos o latinos de cualquier raza.